# Coupe de France masculine de water-polo 2024
Navigation
2023 2025
Le Trophée Pierre Garsau (Coupe de France de water-polo) est la 3e édition du Trophée Pierre Garsau (et la 26e édition de la Coupe de France masculine de water-polo), compétition à élimination directe mettant aux prises les 8 meilleurs clubs de water-polo du Championnat de France Elite à la mi-saison.
La compétition est exceptionnellement disputée en novembre 2023 en raison d'un calendrier international chargé début 2024. 

## Équipes participantes
Les équipes participant au Trophée Pierre Garsau sont :
- l'équipe hôte
- les 7 meilleures équipes d'Elite 2023-2024 à la mi-saison

| Division          | Clubs                           |
| ----------------- | ------------------------------- |
| club hôte (et 2e) | Team Strasbourg                 |
| 1er               | CN Marseille                    |
| 3e                | Enfants de Neptune de Tourcoing |
| 4e                | Cercle 93                       |
| 5e                | Pays d'Aix Natation             |
| 6e                | Sète NEDD                       |
| 7e                | Stade de Reims Natation         |
| 8e                | Montpellier Water-Polo          |

## Phase finale
|  | Quarts de finale                | Quarts de finale                |                         |                                 | Demi-finales            | Demi-finales            |    |  | Finale                  | Finale                  |
|  | Quarts de finale                | Quarts de finale                |                         |                                 | Demi-finales            | Demi-finales            |    |  | Finale                  | Finale                  |
|  |                                 |                                 |                         |                                 |                         |                         |    |  |                         |                         |
|  | 9 novembre 2023, 18h15          | 9 novembre 2023, 18h15          |                         |                                 | 10 novembre 2023, 19h00 | 10 novembre 2023, 19h00 |    |  | 11 novembre 2023, 21h00 | 11 novembre 2023, 21h00 |
|  | 9 novembre 2023, 18h15          | 9 novembre 2023, 18h15          |                         |                                 | 10 novembre 2023, 19h00 | 10 novembre 2023, 19h00 |    |  | 11 novembre 2023, 21h00 | 11 novembre 2023, 21h00 |
|  | CN Marseille                    | 19                              |                         |                                 | 10 novembre 2023, 19h00 | 10 novembre 2023, 19h00 |    |  | 11 novembre 2023, 21h00 | 11 novembre 2023, 21h00 |
|  | CN Marseille                    | 19                              |                         |                                 | 10 novembre 2023, 19h00 | 10 novembre 2023, 19h00 |    |  | 11 novembre 2023, 21h00 | 11 novembre 2023, 21h00 |
|  | Montpellier Water-Polo          | 5                               |                         |                                 | 10 novembre 2023, 19h00 | 10 novembre 2023, 19h00 |    |  | 11 novembre 2023, 21h00 | 11 novembre 2023, 21h00 |
|  | Montpellier Water-Polo          | 5                               | CN Marseille            | 15                              |                         |                         |    |  | 11 novembre 2023, 21h00 | 11 novembre 2023, 21h00 |
|  | 9 novembre 2023, 16h30          |                                 | CN Marseille            | 15                              |                         |                         |    |  | 11 novembre 2023, 21h00 | 11 novembre 2023, 21h00 |
|  |                                 | Cercle 93                       | 7                       |                                 |                         |                         |    |  | 11 novembre 2023, 21h00 | 11 novembre 2023, 21h00 |
|  | Cercle 93                       | Cercle 93                       | 7                       | 18                              |                         |                         |    |  | 11 novembre 2023, 21h00 | 11 novembre 2023, 21h00 |
|  | Cercle 93                       |                                 |                         | 18                              |                         |                         |    |  | 11 novembre 2023, 21h00 | 11 novembre 2023, 21h00 |
|  | Pays d'Aix Natation             | 4                               |                         |                                 |                         |                         |    |  | 11 novembre 2023, 21h00 | 11 novembre 2023, 21h00 |
|  | Pays d'Aix Natation             | 4                               | CN Marseille            | 14                              |                         |                         |    |  |                         |                         |
|  | 9 novembre 2023, 20h00          |                                 | CN Marseille            | 14                              |                         |                         |    |  |                         |                         |
|  |                                 | Enfants de Neptune de Tourcoing | 9                       |                                 |                         |                         |    |  |                         |                         |
|  | Team Strasbourg                 | Enfants de Neptune de Tourcoing | 9                       | 13                              |                         |                         |    |  |                         |                         |
|  | Team Strasbourg                 | 10 novembre 2023, 21h00         |                         | 13                              |                         |                         |    |  |                         |                         |
|  | Stade de Reims Natation         | 9                               |                         |                                 |                         |                         |    |  |                         |                         |
|  | Stade de Reims Natation         | 9                               | Team Strasbourg         | 8                               |                         |                         |    |  |                         |                         |
|  | 9 novembre 2023, 14h45          | 9 novembre 2023, 14h45          | Team Strasbourg         | 8                               | Match pour la 3e place  | Match pour la 3e place  |    |  |                         |                         |
|  | 9 novembre 2023, 14h45          | 9 novembre 2023, 14h45          |                         | Enfants de Neptune de Tourcoing | Match pour la 3e place  | Match pour la 3e place  | 10 |  |                         |                         |
|  | Enfants de Neptune de Tourcoing | 12                              | 11 novembre 2023, 19h00 | 11 novembre 2023, 19h00         |                         |                         | 10 |  |                         |                         |
|  | Enfants de Neptune de Tourcoing | 12                              | 11 novembre 2023, 19h00 | 11 novembre 2023, 19h00         |                         |                         |    |  |                         |                         |
|  | Sète NEDD                       | 8                               |                         | Team Strasbourg                 | 10                      |                         |    |  |                         |                         |
|  | Sète NEDD                       | 8                               |                         | Team Strasbourg                 | 10                      |                         |    |  |                         |                         |
|  |                                 |                                 |                         |                                 |                         |                         |    |  | Cercle 93               | 15                      |
|  |                                 |                                 |                         |                                 |                         |                         |    |  | Cercle 93               | 15                      |

### Quarts de finale
| 9 novembre 2023 | Enfants de Neptune de Tourcoing | 12-8                 | Sète NEDD |                                       |                                       |
| 14h45           |                                 | (6-1, 2-2, 3-2, 1-3) |           | Piscine de la Kibitzenau (Strasbourg) | Piscine de la Kibitzenau (Strasbourg) |
| 14h45           | (rapport)                       |                      |           | Piscine de la Kibitzenau (Strasbourg) | Piscine de la Kibitzenau (Strasbourg) |

| 9 novembre 2023 | Cercle 93 | 18-4                 | Pays d'Aix Natation |                                       |                                       |
| 16h30           |           | (6-1, 3-1, 4-1, 5-1) |                     | Piscine de la Kibitzenau (Strasbourg) | Piscine de la Kibitzenau (Strasbourg) |
| 16h30           | (rapport) |                      |                     | Piscine de la Kibitzenau (Strasbourg) | Piscine de la Kibitzenau (Strasbourg) |

| 9 novembre 2023 | CN Marseille | 19-5                 | Montpellier Water-Polo |                                       |                                       |
| 18h15           |              | (4-0, 8-0, 4-2, 3-3) |                        | Piscine de la Kibitzenau (Strasbourg) | Piscine de la Kibitzenau (Strasbourg) |
| 18h15           | (rapport)    |                      |                        | Piscine de la Kibitzenau (Strasbourg) | Piscine de la Kibitzenau (Strasbourg) |

| 9 novembre 2023 | Team Strasbourg | 13-9                 | Stade de Reims Natation |                                       |                                       |
| 20h00           |                 | (4-3, 3-4, 4-1, 2-1) |                         | Piscine de la Kibitzenau (Strasbourg) | Piscine de la Kibitzenau (Strasbourg) |
| 20h00           | (rapport)       |                      |                         | Piscine de la Kibitzenau (Strasbourg) | Piscine de la Kibitzenau (Strasbourg) |

### Demi-finales
| 10 novembre 2023 | CN Marseille | 15-7                 | Cercle 93 |                                       |                                       |
| 19h00            |              | (5-0, 4-2, 3-2, 3-3) |           | Piscine de la Kibitzenau (Strasbourg) | Piscine de la Kibitzenau (Strasbourg) |
| 19h00            | (rapport)    |                      |           | Piscine de la Kibitzenau (Strasbourg) | Piscine de la Kibitzenau (Strasbourg) |

| 10 novembre 2023 | Team Strasbourg | 8-10                 | Enfants de Neptune de Tourcoing |                                       |                                       |
| 21h00            |                 | (1-2, 2-2, 3-2, 2-4) |                                 | Piscine de la Kibitzenau (Strasbourg) | Piscine de la Kibitzenau (Strasbourg) |
| 21h00            | (rapport)       |                      |                                 | Piscine de la Kibitzenau (Strasbourg) | Piscine de la Kibitzenau (Strasbourg) |

### Match pour la troisième place
| 11 novembre 2023 | Team Strasbourg | 10-15                | Cercle 93 |                                       |                                       |
| 19h00            |                 | (1-2, 0-5, 5-2, 4-6) |           | Piscine de la Kibitzenau (Strasbourg) | Piscine de la Kibitzenau (Strasbourg) |
| 19h00            | (rapport)       |                      |           | Piscine de la Kibitzenau (Strasbourg) | Piscine de la Kibitzenau (Strasbourg) |

### Finale
| 11 novembre 2023 | CN Marseille | 14-9                 | Enfants de Neptune de Tourcoing |                                       |                                       |
| 21h00            |              | (4-1, 3-3, 5-4, 2-1) |                                 | Piscine de la Kibitzenau (Strasbourg) | Piscine de la Kibitzenau (Strasbourg) |
| 21h00            | (rapport)    |                      |                                 | Piscine de la Kibitzenau (Strasbourg) | Piscine de la Kibitzenau (Strasbourg) |

## Matchs de classement
|  | Demi-finales de classement | Demi-finales de classement |                        |    | Match pour la 5e place  | Match pour la 5e place  |
|  | Demi-finales de classement | Demi-finales de classement |                        |    | Match pour la 5e place  | Match pour la 5e place  |
|  |                            |                            |                        |    |                         |                         |
|  | 10 novembre 2023, 9h00     | 10 novembre 2023, 9h00     |                        |    | 11 novembre 2023, 14h00 | 11 novembre 2023, 14h00 |
|  | 10 novembre 2023, 9h00     | 10 novembre 2023, 9h00     |                        |    | 11 novembre 2023, 14h00 | 11 novembre 2023, 14h00 |
|  | Pays d'Aix Natation        | 13                         |                        |    | 11 novembre 2023, 14h00 | 11 novembre 2023, 14h00 |
|  | Pays d'Aix Natation        | 13                         |                        |    | 11 novembre 2023, 14h00 | 11 novembre 2023, 14h00 |
|  | Montpellier Water-Polo     | 10                         |                        |    | 11 novembre 2023, 14h00 | 11 novembre 2023, 14h00 |
|  | Montpellier Water-Polo     | 10                         | Pays d'Aix Natation    | 10 |                         |                         |
|  | 10 novembre 2023, 10h45    |                            | Pays d'Aix Natation    | 10 |                         |                         |
|  |                            | Sète NEDD                  | 13                     |    |                         |                         |
|  | Sète NEDD                  | Sète NEDD                  | 13                     | 12 |                         |                         |
|  | Sète NEDD                  |                            |                        | 12 |                         |                         |
|  | Stade de Reims Natation    | 11                         |                        |    |                         |                         |
|  | Stade de Reims Natation    | 11                         | Match pour la 7e place |    |                         |                         |
|  |                            |                            |                        |    |                         |                         |
|  | 11 novembre 2023, 9h00     |                            |                        |    |                         |                         |
|  |                            |                            |                        |    |                         |                         |
|  | Montpellier Water-Polo     | 11                         |                        |    |                         |                         |
|  | Montpellier Water-Polo     | 11                         |                        |    |                         |                         |
|  | Stade de Reims Natation    | 16                         |                        |    |                         |                         |
|  | Stade de Reims Natation    | 16                         |                        |    |                         |                         |

### Demi-finales
| 10 novembre 2023 | Pays d'Aix Natation | 13-10                | Montpellier Water-Polo |                                       |                                       |
| 9h00             |                     | (4-3, 1-3, 4-0, 4-4) |                        | Piscine de la Kibitzenau (Strasbourg) | Piscine de la Kibitzenau (Strasbourg) |
| 9h00             | (rapport)           |                      |                        | Piscine de la Kibitzenau (Strasbourg) | Piscine de la Kibitzenau (Strasbourg) |

| 9 novembre 2023 | Sète NEDD | 12-11                | Stade de Reims Natation |                                       |                                       |
| 12h00           |           | (3-6, 2-2, 4-1, 3-2) |                         | Piscine de la Kibitzenau (Strasbourg) | Piscine de la Kibitzenau (Strasbourg) |
| 12h00           | (rapport) |                      |                         | Piscine de la Kibitzenau (Strasbourg) | Piscine de la Kibitzenau (Strasbourg) |

### Match pour la septième place
| 11 novembre 2023 | Montpellier Water-Polo | 11-16                | Stade de Reims Natation |                                       |                                       |
| 9h00             |                        | (2-5, 1-5, 4-1, 4-5) |                         | Piscine de la Kibitzenau (Strasbourg) | Piscine de la Kibitzenau (Strasbourg) |
| 9h00             | (rapport)              |                      |                         | Piscine de la Kibitzenau (Strasbourg) | Piscine de la Kibitzenau (Strasbourg) |

### Match pour la cinquième place
| 11 novembre 2023 | Pays d'Aix Natation | 10-13                | Sète NEDD |                                       |                                       |
| 14h00            |                     | (1-4, 5-3, 1-2, 3-4) |           | Piscine de la Kibitzenau (Strasbourg) | Piscine de la Kibitzenau (Strasbourg) |
| 14h00            | (rapport)           |                      |           | Piscine de la Kibitzenau (Strasbourg) | Piscine de la Kibitzenau (Strasbourg) |

## Classement final
| Rang                      | Équipe                          | J | G | P | Bp | Bc | Diff |
| ------------------------- | ------------------------------- | - | - | - | -- | -- | ---- |
| Médaille d'or, monde      | CN Marseille                    | 3 | 3 | 0 | 48 | 21 | 27   |
| Médaille d'argent, monde  | Enfants de Neptune de Tourcoing | 3 | 2 | 1 | 31 | 30 | 1    |
| Médaille de bronze, monde | Cercle 93                       | 3 | 2 | 1 | 40 | 29 | 11   |
| 4                         | Team Strasbourg                 | 3 | 1 | 2 | 31 | 34 | -3   |
| 5                         | Sète NEDD                       | 3 | 2 | 1 | 33 | 33 | 0    |
| 6                         | Pays d'Aix Natation             | 3 | 1 | 2 | 27 | 41 | -14  |
| 7                         | Stade de Reims Natation         | 3 | 1 | 2 | 36 | 36 | 0    |
| 8                         | Montpellier Water-Polo          | 3 | 0 | 3 | 26 | 48 | -22  |